# Chiesa di Santa Caterina a Chiaia
La chiesa di Santa Caterina a Chiaia è un luogo di culto cattolico di Napoli.

## Storia e descrizione
La modesta facciata potrebbe far supporre ad un altrettanto modesto interno, ma il tempio misura 37 metri in lunghezza, 23-55 in larghezza e, riferendoci alla cupola, l'altezza raggiunge i 35 metri.
La chiesa sorse nel 1600 ed è dedicata a Santa Caterina Vergine e Martire; in precedenza, in questo sito, vi era soltanto una cappella chiamata Santa Caterenella.
L'attuale forma maestosa ed armonica della chiesa è databile al 1713. Nel corso del tempo numerosi interventi hanno abbellito, arricchito ed allungato l'edificio. Allo stato attuale il tempio presenta una veste settecentesca, con un impianto a croce latina, sei cappelle laterali intercomunicanti e transetto sormontato dalla cupola che poggia su quattro archi a tutto sesto, sviluppati su altrettanti pilastri. La facciata è anch'essa di gusto settecentesco, ma prelude al neoclassico.
La controfacciata è decorata ai lati da una coppia simmetrica di grandi tempere realizzate dal pittore Benvenuto Ferrazzi (fratello del più noto Ferruccio) nel 1956. Quella a sinistra raffigura I Doni dei pastori, quella a destra L'apparizione del Bambin Gesù a Sant'Antonio. Sotto quest'ultima, dentro un'edicoletta, è collocata una teletta dell’Ecce Homo firmata da Antonio Sarnelli. Sulla volta a botte della navata Gustavo Girosi dipinse a tempera nel 1909 Episodi della vita di Santa Caterina d'Alessandria.
Nella prima cappella a destra si ammira sopra l'altare una Sacra Famiglia di Biagio di Vico, mentre ai lati vi sono due tele settecentesche di ignoto artista ritraenti Episodi della vita di San Nicola. Nella seconda si ha una statua lignea settecentesca di San Francesco con ai lati due tele, sempre di ignota mano, sul San Francesco che riceve le stimmate e il San Francesco tentato dal diavolo. Infine, nella terza vi è in una nicchia che si apre entro una cona sopra l'altare una statua lignea settecentesca dell'Immacolata, mentre ai lati e nelle soprastanti lunette sono collocate quattro tele settecentesche (L'Indulgenza della Porziuncola e la Visitazione a sinistra e la Natività e la Presentazione al Tempio a destra) prive di attribuzione.
Nella prima cappella a sinistra si ammira dentro un'urna sotto l'altare un toccante Cristo Morto ligneo settecentesco, la teletta forse seicentesca della Pietà al di sopra e ai lati l' Andata al Calvario e la Flagellazione di Cristo, tele firmate da Gaetano Migliar (semisconosciuto pittore che realizza queste opere, ispirandosi a delle preesistenti di Francesco De Mura). 
La seconda è la più significativa della chiesa: per il bel dipinto della Divina Pastora di Antonio Sarnelli racchiuso in una ricca cona sopra l'altare, ma soprattutto per il sepolcro marmoreo della Beata Maria Clotilde di Borbone-Francia posizionato in basso a sinistra. Altre due opere d'arte d'interesse nella cappella sono il busto ligneo di Santa Caterina d'Alessandria sull'altare e la tela del Cristo e la Divina Pastora di un ignoto epigono di Francesco De Mura sulla parete destra.  Nella terza sopra l'altare si erge un tempietto che accoglie le tre statue lignee settecentesche di Sant'Antonio (al centro), San Ludovico di Francia (a sinistra) e Santa Elisabetta d'Ungheria (a destra); sulla volta è racchiusa una tela (settecentesca, ma ritoccata agli inizi del '900) ottogonale raffigurante La Gloria di Sant'Antonio; mentre ai lati si ammirano il Sant'Antonio mentre riattacca il piede di un giovane e il Miracolo di Sant'Antonio, tele di un'ignota mano settecentesca ispiratasi alle opere di analogo soggetto realizzate da Luca Giordano nella chiesa del Gesù delle Monache.
L'altare sinistro del transetto è sormontato da una pregevole tela di Benedetto Torre (un probabile allievo di Giuseppe Bonito attivo in altre importanti chiese napoletane), raffigurante Sant'Anna, San Gioacchino e la Vergine Bambina. Quello a destra esibisce un antico crocifisso ligneo, ai cui piedi, entro un'edicoletta, vi è la bella teletta della Madonna delle Grazie, ulteriore lavoro di Antonio Sarnelli in questo tempio, e a cui lati vi sono due piccoli dipinti ovali con San Gennaro e San Domenico.
Nel presbiterio si erge il grandioso altare maggiore in marmi policromi della prima metà del XVIII secolo, sormontato dalla grande tela di Antonio Sarnelli, raffigurante lo Sposalizio mistico di Santa Caterina, affiancata da due piccoli quadretti ovali ritraenti Sant'Agata e Sant'Aspreno. Alle spalle di esso vi è il pregevole coro ligneo portato a termine da frà Mariano Marini nel 1772; mentre in alto sulla parete destra è collocata la cassa dell'organo realizzato negli anni '50 del secolo scorso dalla ditta Tamburini di Crema. Il già citato Girosi si occupò di dipingere sulla volta del presbiterio la scena della Morte di Sant'Elisabetta d'Ungheria e Quattro santi sui peducci della cupola.
Dal presbiterio si passa nell'attuale sacrestia articolata in un'ampia sala coperta da una volta a padiglione, recante al suo centro un affresco del 1767 sulla Gloria di San Francesco, altra opera di Antonio Sarnelli (ritoccata ampiamente in epoche successive). Sulla parete destra vi è un grande armadio in mogano con figure intarsiate realizzato nel 1962 dal frate ebanista Salvatore Carbonaro (autore di altri arredi lignei ancora presenti negli ambienti del convento).
L'edificio adiacente al lato sinistro ospita il convento del Terzo Ordine Regolare di San Francesco, al quale la chiesa è affidata.